# كورت فيليكس
كورت فيليكس هو صحفي ومقدم تلفزيوني سويسري، ولد في 27 مارس 1941 في ويل في سويسرا، وتوفي في 16 مايو 2012 في سانت غالن في سويسرا.

## وصلات خارجية
- كورت فيليكس على موقع IMDb (الإنجليزية)
- كورت فيليكس على موقع مونزينجر (الألمانية)
- كورت فيليكس على موقع قاعدة بيانات الفيلم (الإنجليزية)
- كورت فيليكس على موقع كينوبويسك (الروسية)